# Šárka Musilová
Šárka Musilová (6 de enero de 1991) es una deportista checa que compite en tiro con arco adaptado. Ganó cinco medallas en los Juegos Paralímpicos de Verano entre los años 2016 y 2024.

## Palmarés internacional
| Juegos Paralímpicos | Juegos Paralímpicos     | Juegos Paralímpicos | Juegos Paralímpicos            |
| Año                 | Lugar                   | Medalla             | Prueba                         |
| ------------------- | ----------------------- | ------------------- | ------------------------------ |
| 2016                | Río de Janeiro (Brasil) | Medalla de bronce   | Compuesto por equipos W1 mixto |
| 2020                | Tokio (Japón)           | Medalla de plata    | Individual W1                  |
| 2020                | Tokio (Japón)           | Medalla de plata    | Por equipos W1 mixto           |
| 2024                | París (Francia)         | Medalla de plata    | Individual W1                  |
| 2024                | París (Francia)         | Medalla de plata    | Por equipos W1 mixto           |